# Дубнево (Ярославская область)
Ду́бнево — деревня в составе городского округа город Переславль-Залесский Ярославской области.

## География
Расположена в 44 км на север от города Переславль-Залесский.

## История
Вотчинная деревня в Кистемском стане Горицкого монастыря, которое дал в монастырь Михайло Фёдорович Челяднин 8 ноября 6957 года (то есть 8 ноября 1448 года). В 1627—30 годах в Дубневе была развалившаяся церковь..,
Кирпичная церковь Троицы Живоначальной в Дубнево построена в 1821 году. Второй престол был Никольский
В конце XIX — начале XX века село входило в состав Микляевской волости Угличского уезда Ярославской губернии. 
С 1929 года деревня входила в состав Рахмановского сельсовета Нагорьевского района Ивановской Промышленной области, с 1936 года — в составе Ярославской области, c 1954 года — в составе Дмитриевского сельсовета (сельского округа), с 1963 года — в составе Переславского района, с 2005 года деревня — в составе Нагорьевского сельского поселения, с 2019 года — в составе городского округа  город Переславль-Залесский.

## Население
| 1859 | 1914 | 2007 | 2008 | 2010 |
| ---- | ---- | ---- | ---- | ---- |
| 262  | ↘194 | ↘29  | →29  | ↘21  |

## Достопримечательности
В селе расположена Колокольня церкви Троицы Живоначальной (1821).